# Cultura de Rössen
La Cultura de Rössen és una cultura del neolític mitjà (4650 abans de la nostra era a 4300 ae) centrada a Alemanya. Rep el nom del poble de Rössen, que forma part del municipi de Leuna, a Saxònia-Anhalt. A l'oest, abasta Bèlgica i el nord-est de l'estat francés, i arriba fins a l'Aisne, la conca de París -on es troba i sembla succeir la Cultura de Cerny-, el Jura, el nord de Suïssa i una petita part d'Àustria.

## Característiques

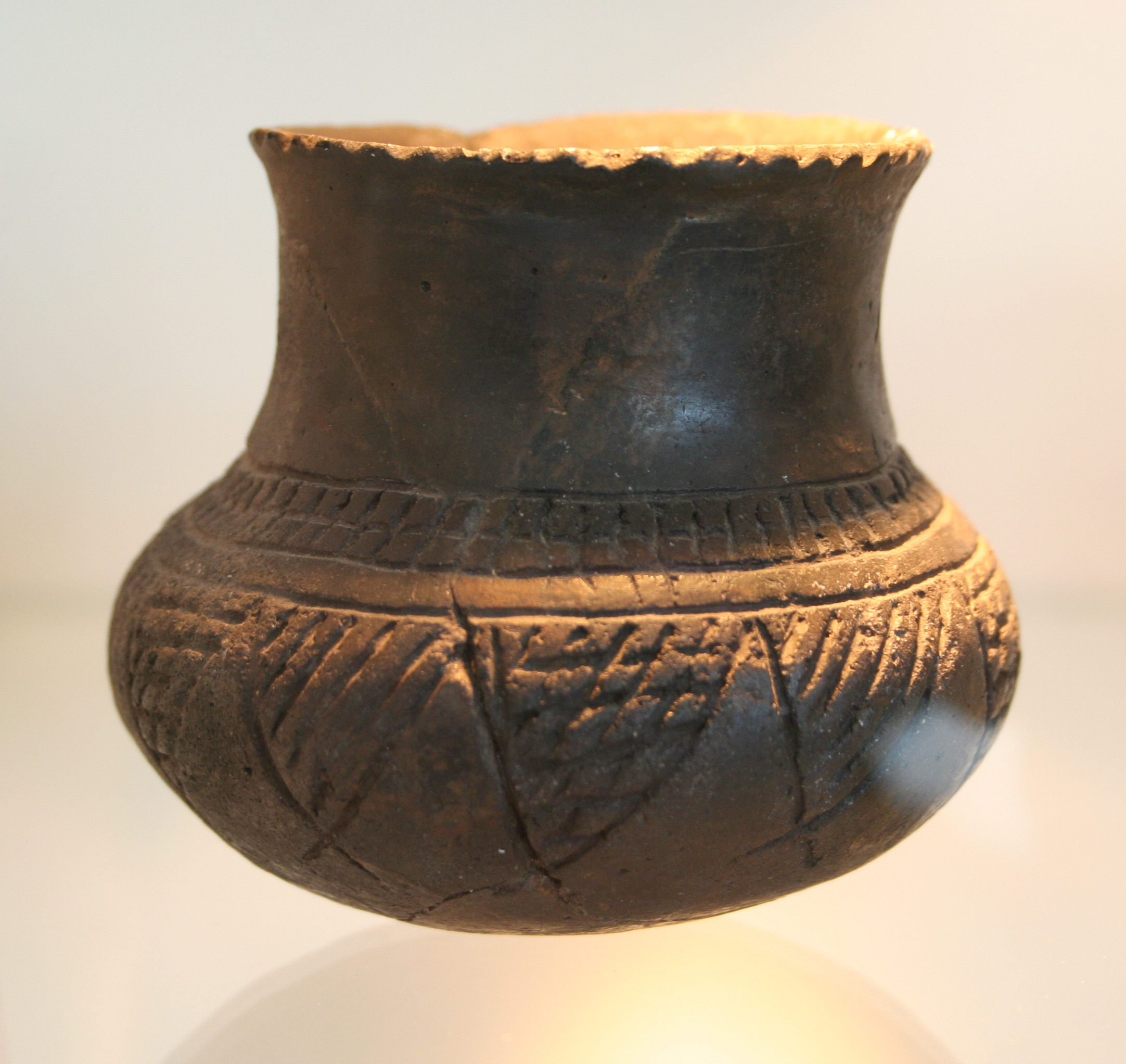
Ceràmica

La ceràmica de Rössen es caracteritza per la seua decoració feta amb dobles incisions (de pota de cabra) amb incrustacions de pasta blanca. La superfície n'és sovint marró o gris-negra i llisa. Els assentaments es trobaven a Deiringsen-Ruploh (Soest (Alemanya)) i a Schöningen - Esbeck. Les cases són trapezoïdals i poden fer fins a 65 m de llargada. Tenien divisions internes, per la qual cosa probablement diversos grups petits vivien en una sola casa. Alguns poblats estaven envoltats per un terraplé de terra. La majoria se'n troben sobre txernozems, terres negres.

## Pràctiques funeràries

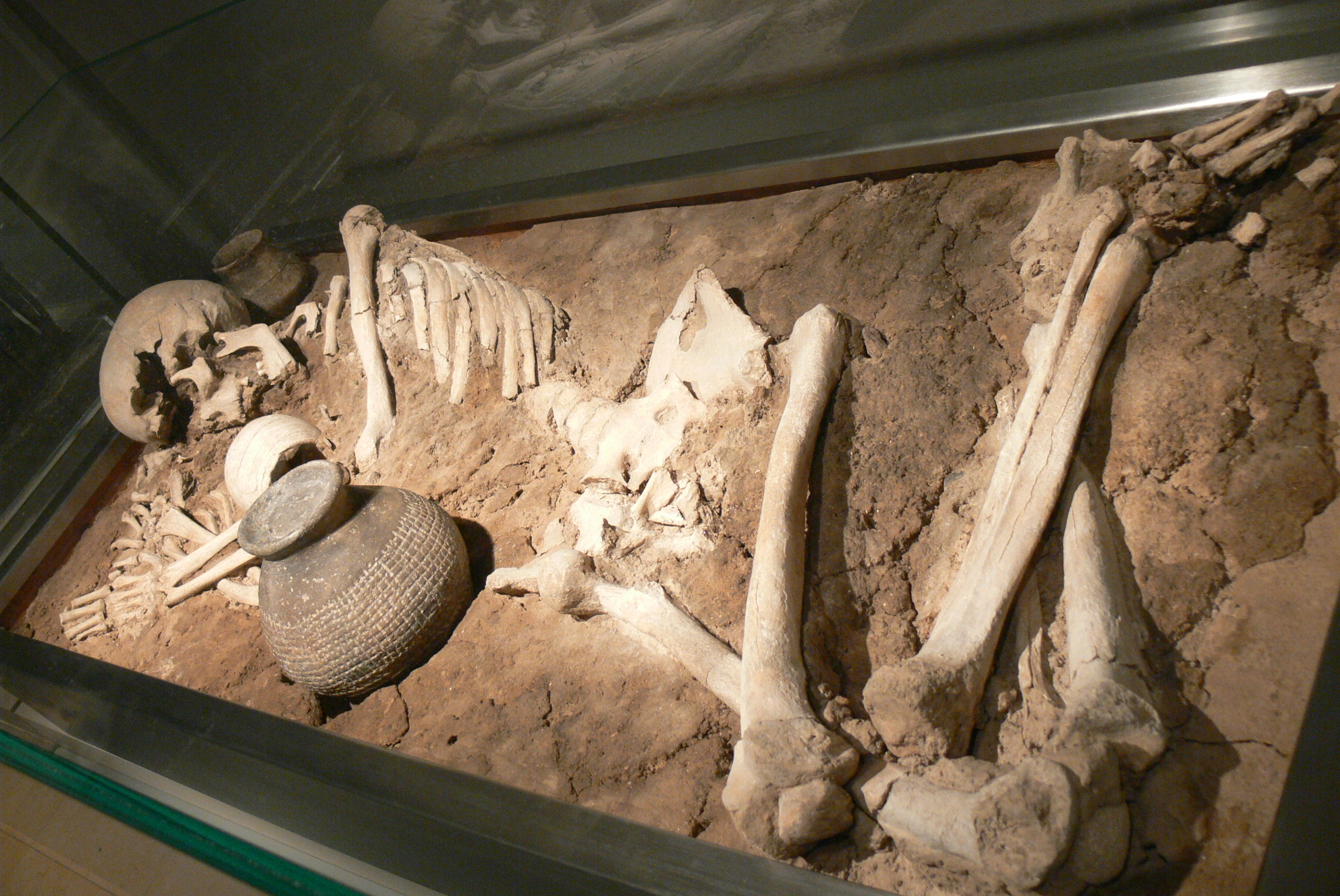
Tomba

Els morts se solien soterrar en posició fetal a una fondària de 40 a 160 cm i a vegades coberts amb lloses de pedra, i situats cap a l'est.
Els aixovars funeraris ceràmics contenen copes amb peu, globulars, amb banyes; bols, flascons, àmfores, càntirs i conques. També n'hi ha anells de pedra, destrals lítiques, fulles de sílex i ossos d'animals.

## Economia
S'hi practicava l'agricultura i la ramaderia, i es criava bestiar boví, oví, cabrum i porcí.

## Cultures adjacents
La Cultura de Rössen està precedida per la Cultura de la ceràmica de bandes, amb cultures de transició (conjunts de Hinkelstein, Grossgartach i Planig-Friedberg) a l'oest de l'àrea d'influència. La Cultura de Rössen sembla haver-s'hi imposat sense competència: la majoria dels assentaments de Rössen són pioners i no reprenen la implantació dels jaciments de Rubané.

### Orígens i evolució
- W. Meier-Arend t: Zur Frage der Genese der Rössener Kultur. En: Alemanya. 52/1, 1974, pàgs. 1-15. ISSN 0016-8874 (ISSN) 0016-8874)
- H. -J. Beier (Hrsg.): Der Rössener Horizont a Mitteleuropa. Wilkau-Hasslau, 1994.
- J. Erhardt: Cultura Rossener. En: H. -J. Beier, R. Einicke (Hrsg.): Das Neolithikum im Mittelelbe-Saale-Gebiet. Wilkau-Haßlau 1996, pàgs. 76-77.

### Ceràmica i cronologia
- H. Behrens: Die Rössener, Gaterslebener und Jordansmühler Gruppe im Mitteldeutschen Raum. Fundamenta A 3, Teil Va (Köln, 1972), 270 ss.
- J. Lichardus: Rössen – Gatersleben – Baalberge. Ein Beitrag zur Chronologie des mitteldeutschen Neolithikums und zur Entstehung der Trichterbecherkulturen. Saarbrücker Beitr. Altkde. 17 (Bonn, 1976).
- K. Mauser-Goller: Die Rössener Kultur in ihrem südwestlichen Verbreitungsgebiet. Fundamenta A 3, Teil Va (Köln, 1972), 231-268.
- F. Niquet: Die Rössener Kultur al Mitteldeutschland. Anuari. Mitteldt. Vorgesch. 26 de gener del 1937.
- H. Spatz/S. Alföldy-Thomas: Die "Große Grube" der Rössener Kultur in Heidelberg-Neuenheim. Materialhefte Vor- und Frühgesch. Baden-Württemberg 11 (Stuttgart, 1988).
- Otto Thielemann, "Eine Rössener Prachtvase von Burgdorf, Kreis Goslar", The Kunde, Jg. 9, 10/1941.

### Subsistència
- J. Lüning: Steinzeitliche Bauern in Deutschland - die Landwirtschaft im Neolithikum. Universitätsforschungen zur prähistorischen Archäologie 58 (Bonn, 2000).
- U. Piening: Pflanzenreste Die Pflanzenreste aus Gruben der Linearbandkeramik und der Rössener Kultur von Ditzingen, Kr. Ludwigsburg. En: Fundber. Baden-Württemberg 22/1, 1998, 125-160.

### Arquitectura
- M. Dohrn: Neolithische Siedlungen der Rössener Kultur in der Niederrheinischen Bucht. Munic, 1983.
- A. Jürgens: Die Rössener Siedlung von Aldenhoven, Kr. Düren. A: Rhein. Ausgrab. 19, 1979, 385-505.
- R. Kúper: Der Rössener Siedlungsplatz Inden I. Dissertacions-Druck, Köln, 1979.
- J. Lüning: Siedlung und Siedlungslandschaft in bandkeramischer und Rössener Zeit. In Offa. 39, 1982, 9-33.
- H. Luley: Die Rekonstruktion eines Hauses der Rössener Kultur im archäologischen Freilichtmuseum Oerlinghausen. En: Arque. Mitt. Nordwestdeutschl. Beiheft 4. Oldenburg, 1990, 31-44.
- H. Luley: Urgeschichtlicher Hausbau in Mitteleuropa. Grundlagenforschung, Umweltbedingungen und Bautechnische Rekonstruktion. Universitätsforsch. prähist. Arch. 7. Bonn, 1992.
- K. Günther: Die jungsteinzeitliche Siedlung Deiringsen/Ruploh in der Soester Börde. Münster, 1976.

### Pràctiques funeràries
- R. Dehn, "Ein Gräberfeld der Rössener Kultur von Jechtingen, Gde. Sasbach, Kr. Emmendingen.", en: Archäologische. Baden 34, 1985, pàg. 3-6.
- J. Lichardus: Rössen-Gatersleben-Baalberge. Saarbrücker Beitr. Altkde 17. Bonn, 1976.
- F. Niquet, Das Gräberfeld von Rössen, Kreis Merseburg, Veröff. Landesanstalt Volkheitskde. 9. Halle/S. 1938.